# Stephen Darby
Stephen Darby (sinh ngày 6 tháng 10 năm 1988 ở Liverpool) hiện là một hậu vệ người Anh hiện đang chơi cho Liverpool.Stephen được nuôi lớn ở Maghull, anh học ở trường trung học St John Boscos ở thị trấn, Stephen hiện vẫn đang sống ở đó.

## Tiểu sử

### Liverpool
Vào ngày 18 tháng 7 năm 2006 Website chính thức của Liverpool cho biết rằng Stephen là một trong năm cầu thủ trẻ được đưa lên khu tập luyện Melwood để tập luyện.Darby là thành phần của đội trẻ Liverpool vô địch giải trẻ vào năm 2006 và 2007 sau khi đánh bại đội trẻ của Manchester City và Manchester United trong trận chung kết và anh còn là đội trưởng của đội vô địch năm 2006.Anh được chọn lên đội một để tham dự trận gặp Galatasaray ở vòng bảng UEFA Champions League vào tháng 12 năm 2006, nhưng anh chỉ là cầu thủ dự bị và không được sử dụng ở trận đó.Mặc dù được gọi vào đội một nhưng anh không quên nhiệm vụ và sau 4 tiếng bay từ Istanbul về Liverpool anh đến thẳng sân Hawthorns và chơi đầy đủ một trận đấu bao gồm cả hiệp phụ để giúp đội trẻ Liverpool vào vòng bốn
.
Ở mùa giải 2007-08 Darby là đội trưởng của đội dự bị Liverpool vô địch giải phía Bắc và toàn quốc.Màn trình diễn của anh khiến huấn luyện viên Gary Ablett gọi anh là "Ngài kiên định".
Lần ra mắt đầu tiên của anh trong một trận đấu chính thức là ở trận thau trước Tottenham Hotspur ở vòng bốn Cúp liên đoàn Anh
.
Anh có trận ra mắt ở cúp C1 trong trận gặp PSV Eindhoven vào ngày 9 tháng 12 khi vào sân từ ghế dự bị cùng hai cầu thủ trẻ khác là Jay Spearing và Martin Kelly..
Vào ngày 5 tháng 7 năm 2009, Stephen Darby ký hợp đồng ba năm cùng với người đồng đội ở đội trẻ Jay Spearing.

## Thi đấu quốc tế
Darby tham dự vào đội hình đội U19 Anh chuẩn bị cho vòng loại giải U19 châu Âu vào tháng 5 năm 2007 và có hai lần ra sân cùng đồng đội ở Liverpool là Jack Hobbs, Craig Lindfield và Adam Hammill.

## Thống kê sự nghiệp
Tính đến ngày 18 tháng 8 năm 2015.
| Câu lạc bộ          | Mùa giải            | Giải đấu            | Giải đấu | Giải đấu | FA Cup | FA Cup | League Cup | League Cup | Khác | Khác | Tổng cộng | Tổng cộng |
| Câu lạc bộ          | Mùa giải            | Hạng                | Trận     | Bàn      | Trận   | Bàn    | Trận       | Bàn        | Trận | Bàn  | Trận      | Bàn       |
| ------------------- | ------------------- | ------------------- | -------- | -------- | ------ | ------ | ---------- | ---------- | ---- | ---- | --------- | --------- |
| Liverpool           | 2008–09             | Premier League      | 0        | 0        | 0      | 0      | 1          | 0          | 1    | 0    | 2         | 0         |
| Liverpool           | 2009–10             | Premier League      | 1        | 0        | 1      | 0      | 0          | 0          | 1    | 0    | 3         | 0         |
| Liverpool           | 2010–11             | Premier League      | 0        | 0        | 0      | 0      | 0          | 0          | 1    | 0    | 1         | 0         |
| Liverpool           | Tổng cộng           | Tổng cộng           | 1        | 0        | 1      | 0      | 1          | 0          | 3    | 0    | 6         | 0         |
| Swindon Town (mượn) | 2009–10             | League One          | 12       | 0        | 0      | 0      | 0          | 0          | 3    | 0    | 15        | 0         |
| Notts County (mượn) | 2010–11             | League One          | 22       | 0        | 2      | 0      | 0          | 0          | 0    | 0    | 24        | 0         |
| Rochdale (mượn)     | 2011–12             | League One          | 35       | 0        | 0      | 0      | 3          | 0          | 2    | 0    | 40        | 0         |
| Bradford City       | 2012–13             | League Two          | 35       | 0        | 3      | 0      | 8          | 1          | 5    | 0    | 51        | 1         |
| Bradford City       | 2013–14             | League One          | 46       | 0        | 1      | 0      | 1          | 0          | 1    | 0    | 49        | 0         |
| Bradford City       | 2014–15             | League One          | 45       | 0        | 8      | 0      | 2          | 0          | 1    | 0    | 56        | 0         |
| Bradford City       | 2015–16             | League One          | 3        | 0        | 0      | 0      | 0          | 0          | 0    | 0    | 3         | 0         |
| Bradford City       | Tổng cộng           | Tổng cộng           | 129      | 0        | 12     | 0      | 11         | 1          | 7    | 0    | 159       | 1         |
| Tổng cộng sự nghiệp | Tổng cộng sự nghiệp | Tổng cộng sự nghiệp | 199      | 0        | 15     | 0      | 15         | 1          | 15   | 0    | 244       | 1         |

## Danh hiệu
- Cúp FA cho đội trẻ:2006, 2007
- Vô địch giải trẻ:2008
- Cầu thủ trẻ hay nhất năm: 2008